# Gardiner (hrabstwo Ulster)
Gardiner – jednostka osadnicza w Stanach Zjednoczonych, w stanie Nowy Jork, w hrabstwie Ulster.